# Production de la parole
La production de la parole est un processus qui transforme les pensées en parole. Cette activité comprend la sélection des mots, l'organisation des formes grammaticales pertinentes et l'articulation des sons par le système moteur via l'appareil vocal. Cette production peut être spontanée (par exemple, quand une personne prononce des mots lors d'une conversation), réactive (par exemple, quand elle identifie une illustration ou qu'elle fait une lecture à voix haute) ou imitative (quand elle répète les mots qu'une autre personne a dits). La production de la parole se distingue de la production langagière puisque le langage peut être produit à l'aide de signes écrits.
Pendant une conversation fluide, une personne prononce environ quatre syllabes, dix ou douze phonèmes et deux à trois mots de son lexique propre (qui peut comprendre de 10 à 100 mille mots) à chaque seconde. Les erreurs dans la production vocale sont relativement rares, le taux est d'environ une erreur pour 900 mots dans un discours spontané. Les mots les plus souvent prononcés, appris tôt dans la vie ou facilement pensés sont plus rapides à prononcer que les mots moins souvent prononcés, appris tard dans la vie ou abstraits,.
Habituellement, la parole est produite grâce à une pression appliquée sur les poumons puis par la modulation du courant d'air qui entre dans le canal vocal, ensemble de mouvements coordonnés qui permettent la phonation. Toutefois, la production de la parole est possible sans utiliser les poumons ni la glotte ; le discours alaryngé utilise les parties hautes du canal vocal (par exemple, la parole de Donald Duck).
La production de la parole est régulièrement accompagnée de la production de gestes dont la fonction est de faciliter la compréhension du discours.
Le développement de la production de la parole commence dès la petite enfance, lorsque le bébé babille, et atteint sa maturité fonctionnelle vers l'âge de cinq ans. La première étape de la production arrive vers l'âge de un an (phase holophrastique). Entre un an et demi et deux ans et demi, l'enfant peut produire des phrases courtes (phase télégraphique). Après deux ans et demi, l'enfant développe des systèmes de lemmes qui servent à la production de la parole. Vers quatre ou cinq ans, le nombre de lemmes ayant sensiblement augmenté, sa production de parole est suffisamment développée pour qu'il produise un discours à la façon d'un adulte. À l'âge adulte, une personne produit un discours en quatre étapes : activation des concepts lexicaux, sélection des lemmes, encodage morphologique et phonétique du discours et prononciation des mots.